# Echinops telfairi
El tenrec erizo menor o tenrec erizo chico (Echinops telfairi) es una especie de mamífero afroterio de la familia Tenrecidae, la única del género Echinops.

## Distribución geográfica
Es endémico de la mitad sur de la isla de Madagascar.